# Museu de Arte Moderna André Malraux
O Museu de Arte Moderna André Malraux (também conhecido como Musée Malraux ou simplesmente MuMa) é um museu em Le Havre, França, que contém uma das mais extensas coleções de pinturas impressionistas do país. Foi projetado pelo Atelier LWD, um estúdio de arquitetura liderado por Guy Lagneau, Michel Weill e Jean Dimitrijevic.

## História
O arquiteto Guy Lagneau foi escolhido por Georges Salles, diretor dos Museus Nacionais, para realizar a construção entre 1952 e 1961 do primeiro grande museu construído na França após a Segunda Guerra Mundial. Lagneau realizou o trabalho em colaboração com Raymond Audigier, Michel Weill e Jean Dimitrejvic.  O museu, inaugurado em 1961 pelo ministro da Cultura, André Malraux, foi um dos elementos-chave da reconstrução de Le Havre. O museu foi recentemente reformado por Emmanuelle e Laurent Beaudouin.

## Galeria
- Claude Monet, Soleil d'hiver à Lavacourt (1879-1880)
- Paul Gauguin, Paysage de Te Vaa (1896)
- Jean-Baptiste Camille Corot, Dunkerque, remparts et porte d'entrée du port (1873)
- Armand Guillaumin, Paysage de neige à Crozant (vers 1895)
- Paul Sérusier, Le Berger Corydon (1913)
- Eugène Boudin, Entrée des jetées du Havre par gros temps (1895)
- Sébastien Stoskopff, Nature morte aux fruits, fromage et pain
- Hubert Robert, The Fire of Rome, 18 July 64 AD
- Louis-Eugène Boudin, Dusk over the port of Le Havre
- Hendrik ter Brugghen, The Calling of St. Matthew,
- Claude Monet, Fécamp, bord de mer (1881)
- Gustave Courbet, The Wave (1869)
- Eugène Boudin, Landscape with Cows (1881)
- Alfred Sisley, La Seine au point du jour (1877)

- Claude Monet, Les Nymphéas (1906)
- Eugène Boudin, Etude pour des barques de pêche
- Alexandre-François Desportes, Nature morte aux fruits et au gibier
- Édouard Joseph Dantan, Enterrement d'un enfant à Villerville (1884)
- Eugène Boudin, Coucher de soleil au bord de la mer (circa 1888-1895)
- Édouard Vuillard, A la fenêtre
- Edgar Degas, After the Bath, Woman Drying Herself (c. 1884–1886, reworked between 1890 and 1900)